# Rainbow (Lied)
Rainbow ist ein von der amerikanischen Country-Musikerin Kacey Musgraves aufgenommenes Lied. Es war die fünfte und letzte Single von Musgraves dritten Studioalbum Golden Hour (2018) im Februar 2019. Sie schrieb den Liedtext zusammen mit Shane McAnally und Natalie Hemby. Die Veröffentlichung fiel mit ihrem Auftritt bei den 61st Annual Grammy Awards zusammen.
Rainbow wurde als Song des Jahres nominiert und gewann in der Kategorie Musikvideo des Jahres bei den 53rd Annual Country Music Association Awards. Sie wurde auch als Single des Jahres bei den 55th Academy of Country Music Awards nominiert.

## Inhalt
Rainbow ist eine Klavierballade in der Tonart Es-Dur mit einem langsamen Tempo von ungefähr 64 Schläge pro Minute. Der Gesangsumfang von Musgraves reicht von G3 bis E♭5. Das Lied wurde von Musgraves, zusammen mit Shane McAnally und Natalie Hemby, sechs Jahre vor seiner Veröffentlichung, als Schlussstück für Golden Hour geschrieben. Laut der Sängerin, begann es als ermutigende Nachricht an sich selbst und verwandelte sich in „eine Botschaft der Hoffnung für jeden, der sich in dunklen Zeiten befindet.“ Für Musgraves ist es aus mehreren Gründen von großer Bedeutung, da es das letzte Lied war, das ihre Großmutter sie komponieren hörte und es auch bei ihrer Beerdigung gespielt wurde. Sie fügte außerdem hinzu, dass sie hoffe, das Lied werde zu einer Hymne für diejenigen, die in Not geraten, wie etwa die LGBTQ Community.

## Live-Auftritte
Musgraves performte Rainbow in Late Night with Seth Meyers am 20. Juni, 2018.
Sie performte das Lied live bei den 61st Annual Grammy Awards am 10. Februar 2019. In der Show gewann Musgraves den Grammy für das Album des Jahres für Golden Hour, zusätzlich zu der Auszeichnung für das beste Countryalbum. Für den Auftritt trug Musgraves ein schlichtes weißes Kleid und wurde von einem Pianisten begleitet, der hinter ihr auf einem Regenbogenklavier spielte.
Der Song wurde auf dem globalen Konzertevent Together at Home am 18. April, 2020 gespielt.

## Musikvideo
Das Musikvideo wurde von Hannah Lux Davis gedreht (die auch bei ihrem Musikvideo für High Horse Regie führte) und feierte am 10. Februar 2019 Premiere, zeitgleich mit ihrem Auftritt bei den Grammy Awards. Darin werden verschiedene Charaktere in unterschiedlichen Räumen eines schwach beleuchteten Hauses gezeigt, darunter „eine alleinerziehende Mutter, die sich um ihr Kind kümmert, ein Mann, der mit seinem Alkoholmissbrauch konfrontiert ist, ein junger Mensch, der mit seiner Geschlechtsidentität ringt, und ein Teenager, der mitten in einer Familienkrise gefangen ist.“ In dem Video sind Szenen eingestreut, in denen Musgraves das Lied entweder in Begleitung der anderen oder allein vorträgt. Gegen Ende sieht man sie auf dem Boden eines Raumes sitzen, umgeben von üppigem Grün und Blumen, während über ihnen ein Regenbogen erscheint.

## Kommerzielle Erfolge
Rainbow debütierte auf Platz 58 der Billboard Country-Airplay-Charts vom 16. Februar, 2019. In der zweiten Woche erreichte es die Top 40 und war damit ihr höchster Charterfolg seit Keep It to Yourself im Jahr 2014. Es debütierte außerdem auf Platz 17 der Billboard Hot-Country-Songs-Charts und auf Platz 98 der Billboard Hot 100. Auf letzterer war es ihr erster Song in den Charts seit sechs Jahren. Das Lied wurde am 15. November 2023 von der RIAA mit Platin ausgezeichnet und hatte sich bis Januar 2020 in den USA 143.000 Mal verkauft.